# Třída Klewang
Třída Klewang je třída rychlých raketových hlídkových člunů Indonéského námořnictva. Plavidla mají neobvyklou koncepci stealth trimaranu. Do roku 2021 byly objednány dvě jednotky této třídy. Prototypová jednotka KRI Klewang (625) byla během stavby zničena požárem. Druhá jednotka Golok (688) je ve službě od roku 2022.

## Stavba
Kontrakt na stavbu trimaranu Klewang získala roku 2009 indonéská loděnice PT Lundin v Banyuwangi na Východní Jávě. Stavba prototypu byla zahájena roku 2010. Kvůli použití nových technologií byla existence plavidla utajována až do jeho spuštění na vodu dne 31. srpna 2012. Dne 28. září 2012 však rozestavěný prototyp Klewang zcela zničil požár.
V březnu 2014 indonéské námořnictvo objednalo stavbu nového trimaranu, sesterské lodě zničeného plavidla Klewang. Druhá jednotka Golok byla na vodu spuštěna 21. srpna 2021. Konstrukce plavidla byla upravena. Mimo jiné byly použity vůči požáru odolnější uhlíkové kompozity.
Jednotky třídy Klewang:
| Jméno             | Spuštěna       | Vstup do služby | Status                                          |
| ----------------- | -------------- | --------------- | ----------------------------------------------- |
| KRI Klewang (625) | 31. srpna 2012 | –               | Nedokončena. Dne 28. září 2012 zničena požárem. |
| KRI Golok (688)   | 21. srpna 2021 | 14. ledna 2022  | Aktivní.                                        |

## Konstrukce

### Klewang
Plavidlo má koncepci trimaranu (přesněji tzv. Wave Piercing Trimaran) s trupem zhotoveným z uhlíkových vláken. V jeho konstrukci jsou široce užita opatření na redukci signatur (stealth). Posádku tvoří 23 námořníků a sedm dalších osob (např. příslušníků speciálních sil). Výzbroj tvoří jeden kanón a osm čínských protilodních střel C-704. Na zádi je prostor pro 11metrový rychlý člun RHIB. Pohonný systém tvořily čtyři diesely, každý o výkonu 1800 hp, pohánějící vodní trysky. Nejvyšší rychlost měla přesáhnout 30 uzlů. Cestovní rychlost dosahovala 22 uzlů. Dosah byl 2000 námořních mil při rychlosti 16 uzlů.

### Modifikace
Druhá jednotka Golok je vyzbrojena jedním 30mm kanónem a jedním 12,7mm kulometem. Ponese 11metrový rychlý člun RHIB. Nejvyšší rychlost dosahuje 28 uzlů a cestovní 16 uzlů. Dosah se nezměnil.

### Deriváty třídy
Na zbrojním veletrhu Indodefence 2014 loděnice PT Lundin představila z této třídy vycházející projekt Stealth Fast Attack Craft (SFAC), který vyvinula ve spolupráci se švédskou zbrojovkou Saab. Konstrukce SFAC byla v mnoha ohledech vylepšena. Má upravený tvar trupu s výše položeným můstkem, kanónem přesunutým před nástavbu a vyšším stožárem. Jako vybavení byl prezentován bojový řídící systém Saab 9LV, přehledový 3D radar Sea Giraffe 1X a systém řízení palby Ceros 200. Výzbroj projektu tvoří 40mm kanón Borors Mk.4 ve stealth věži na přídi a protilodní řízené střely RBS-15 Mk.3.